# 日本意識障害学会
座標: 北緯35度8分40.2秒 東経136度53分26.9秒 / 北緯35.144500度 東経136.890806度

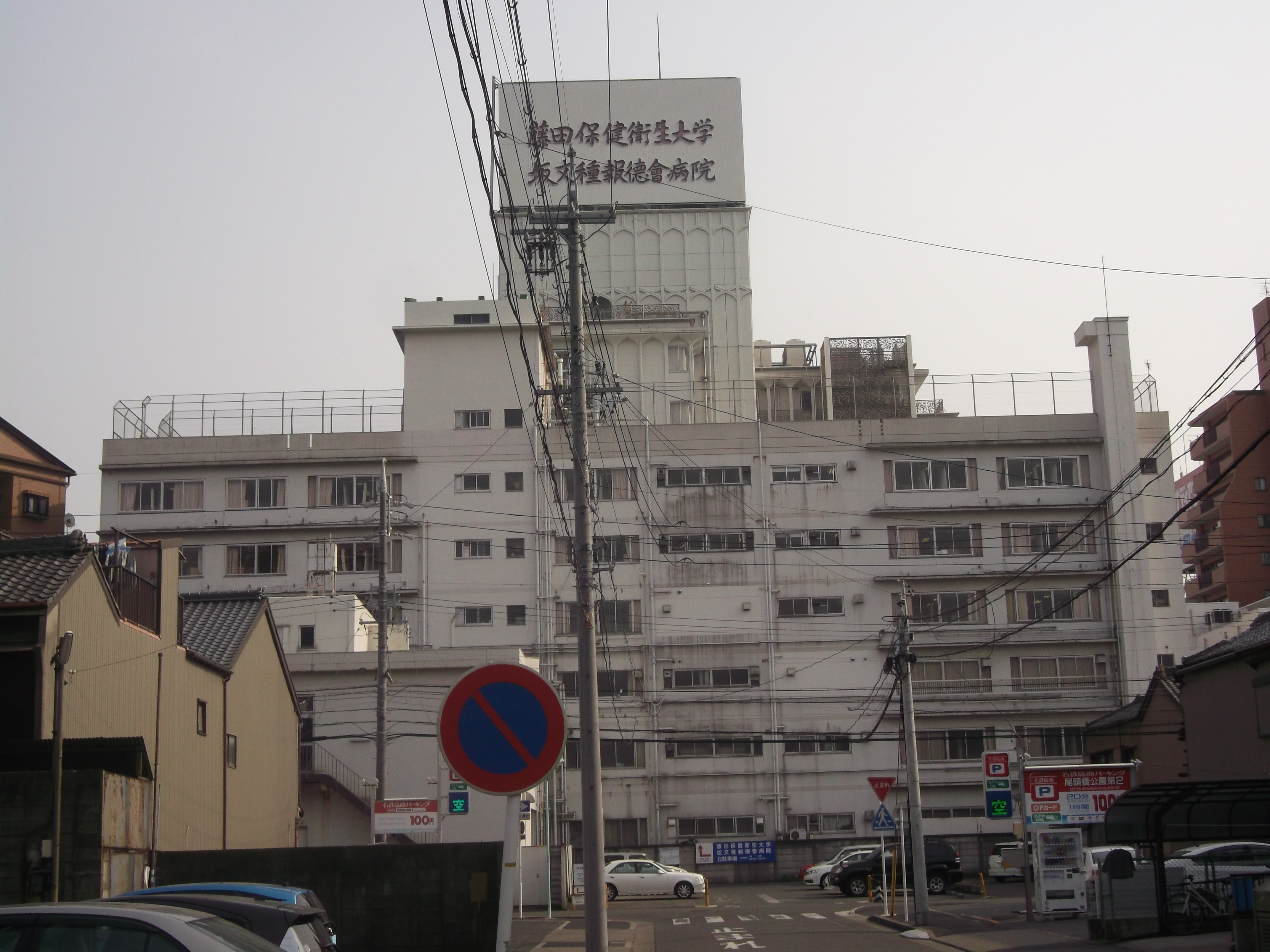
本部が設置されている藤田保健衛生大学坂文種報徳會病院（2014年4月）

日本意識障害学会（にほんいしきしょうがいがっかい、英称: Japan Coma Society 、略称:JCS）は、脳神経外科領域の医療のなかで重要な課題である意識障害を対象として1992年に開催された意識障害の治療研究会を契機として組織された学術団体。設立後、前述の第1回より第7回までは「意識障害の治療研究会」として開催、第8回（1999年）より「意識障害治療学会」として開催、2003年8月に会の正式名称を「日本意識障害学会」とし、現在に至る。事務局を愛知県名古屋市中川区尾頭橋3-6-10 藤田医科大学ばんたね病院脳神経外科 脳血管ストロークセンター内に置いている。 

## 事業
- 意識障害の治療に関する研究の向上を図り、その成果の普及を目的とする。このため、年一回の学術集会の開催、研究の奨励・助成及び促進、共同研究の推進及び調整、意識障害に関する国民への啓発、内外の関係諸団体との連絡及び提携などを行っている。
- 学術集会は、学会形式で年一回となっている。これまでの学術集会会長（所属は開催当時の名称、会の名称の変遷は前項参照）は以下のように開催された。

| 回数   | 開催年月  | 会長     | 会長所属                                                                       | 開催地 | 備考  |
| ------ | --------- | -------- | ------------------------------------------------------------------------------ | ------ | ----- |
| 第 1回 | 1992年7月 | 高倉公朋 | 東京女子医科大学脳神経外科教授                                                 | 京都   | [ 1 ] |
| 第 2回 | 1993年7月 | 神野哲夫 | 藤田保健衛生大学脳神経外科教授                                                 | 京都   | [ 1 ] |
| 第 3回 | 1994年7月 | 坪川孝志 | 日本大学脳神経外科教授                                                         | 京都   | [ 1 ] |
| 第 4回 | 1995年3月 | 中澤省三 | 日本医科大学脳神経外科教授                                                     | 東京   | [ 1 ] |
| 第 5回 | 1996年8月 | 吉本高志 | 東北大学脳神経外科教授                                                         | 仙台   | [ 1 ] |
| 第 6回 | 1997年1月 | 六川二郎 | 琉球大学脳神経外科教授                                                         | 沖縄   | [ 1 ] |
| 第 7回 | 1998年7月 | 太田富雄 | 大阪医科大学脳神経外科教授                                                     | 大阪   | [ 1 ] |
| 第 8回 | 1999年7月 | 堀重昭   | 大分医科大学脳神経外科教授                                                     | 大分   | [ 1 ] |
| 第 9回 | 2000年9月 | 玉木紀彦 | 神戸大学脳神経外科教授                                                         | 神戸   | [ 1 ] |
| 第10回 | 2001年7月 | 堀江武   | 自動車事故対策センター附属千葉療護センター                                     | 千葉   | [ 1 ] |
| 第11回 | 2002年7月 | 片山容一 | 日本大学脳神経外科教授                                                         | 千葉   | [ 1 ] |
| 第12回 | 2003年7月 | 重森稔   | 久留米大学脳神経外科教授                                                       | 福岡   | [ 1 ] |
| 第13回 | 2004年7月 | 紙谷克子 | 筑波大学社会医学系教授                                                         | 茨城   | [ 1 ] |
| 第14回 | 2005年7月 | 長尾省吾 | 香川大学校脳神経外科教授                                                       | 香川   | [ 1 ] |
| 第15回 | 2006年7月 | 野田燎   | 大阪芸術大学芸術計画学科教授                                                   | 大阪   | [ 1 ] |
| 第16回 | 2007年8月 | 藤原悟   | 広南病院院長                                                                   | 仙台   | [ 1 ] |
| 第17回 | 2008年7月 | 篠田淳   | 中部療護センターセンター長                                                     | 岐阜   | [ 1 ] |
| 第18回 | 2009年7月 | 松井徹   | 埼玉医科大学総合医療センター脳神経外科教授                                     | 埼玉   | [ 1 ] |
| 第19回 | 2010年7月 | 鈴木倫保 | 山口大学大学院医学系研究科脳神経外科学教授                                     | 山口   | [ 1 ] |
| 第20回 | 2011年9月 | 大熊洋揮 | 弘前大学大学院医学研究科脳神経外科教授                                         | 弘前   | [ 1 ] |
| 第21回 | 2012年7月 | 高橋弘   | 医療法人景雲会春日居リハビリテーション病院総院長・日本医科大学脳神経外科連携教 | 山梨   | [ 1 ] |
| 第22回 | 2013年7月 | 鈴木明文 | 秋田県立脳血管研究センターセンター長                                           | 秋田   | [ 1 ] |
| 第23回 | 2014年7月 | 中村博彦 | 社会医療法人医仁会中村記念病院理事長・院長                                     | 札幌   | [ 1 ] |
| 第24回 | 2015年7月 | 難波宏樹 | 浜松医科大学医学部医学科脳神経外科教授                                         | 浜松   | [ 1 ] |
| 第25回 | 2016年7月 | 田宮隆   | 香川大学医学部脳神経外科教授                                                   | 高松   | [ 1 ] |
| 第26回 | 2017年7月 | 奥寺敬   | 富山大学医学部医学科救急・災害医学教授                                         | 富山   | [ 1 ] |
| 第27回 | 2018年7月 | 黒岩敏彦 | 大阪医科大学医学部医学科脳神経外科教授                                         | 大阪   | [ 1 ] |
| 第28回 | 2019年7月 | 周郷延雄 | 東邦大学医学部医学科脳神経外科講座（大森）教授                                 | 東京   | [ 1 ] |

- 第29回（2020年）は Covid-19のパンデミックにより（2021年）に延期され上田孝（医療法人社団孝尋会上田脳神経外科病院・院長）、第30回（2022年）は岩渕聡（東邦大学医療センター大橋病院脳神経外科教授）が開催予定である。

## 機関誌
- Journal of Japan Coma Society (学会プログラム号)  ISSN 2433-1619

## プロジェクト
- 意識障害を考える会、全国遷延性意識障害者・家族の会との連携。